# Blaž Setnikar
Blaž Setnikar [ˈblaʃ ˈsetnikaɾ] (* 2. Mai 1983 in Ljubljana) ist ein slowenischer Schauspieler.

## Leben
Blaž Setnikar wurde 1983 im damaligen Jugoslawien geboren. Er studierte an der Akademie für Theater, Radio, Film und Fernsehen in Ljubljana. Nach Ende seiner Schauspielausbildung wurde er am Theater engagiert. Er arbeitete an fast allen slowenischen Theatern, unter anderen den Slowenischen Nationaltheaters Ljubljana und Maribor, Prešerens Theater Kranj, wo er 2015 angestellt wurde; und dem unabhängigen Tristan Bates theater in London. Die erfolgreichsten Inszenierungen sind Ibsens Gespenster, Sartres Die Fliegen, die Ilias, Helvers Nacht und Unsere Klasse.
Setnikar spielte in den Kinofilmen Case: Osterberg (2015) und Konsequenzen (2018), die auch auf Festivals vorgeführt wurden, wurde aber einem breiteren Publikum von Slowenien vor allem durch seine Rollen in Fernsehserien bekannt.
Unter seinen erhaltenen Auszeichnungen sind der Preis des Slowenischen Dramatischen Künstlerverbandes und zwei Stane Sever Fonds Preise.
Neben Slowenisch spricht er auch Deutsch, Englisch, Serbokroatisch und Russisch.

## Filmografie (Auswahl)
- 2009: Entenjagd (Duck Hunting) (Kurzfilm)
- 2011: Die ungeschossene Kugel (Neizstreljeni naboj) (Fernsehfilm)
- 2014: Rolle für Emma (Vloga za Emo) (Kinofilm)
- 2015: Case: Osterberg (Kinofilm)
- 2016: Sarajevo Songs of Woe (Kinofilm)
- 2016: Winnetou – Der Mythos lebt[7] (Fernsehdreiteiler)
- 2017–19: Fluss der Liebe (Reka ljubezni) (Fernsehserie, 253 Folgen)
- 2018: Die Leiche (Truplo) (Fernsehserie, 3 Folgen)
- 2018: Konsequenzen (Kinofilm)
- 2020: Bis dahin… (Do takrat pa…) (Kurzfilm)
- 2022: Lenins Park (Miniserie)
- 2022: Wake me (Kinofilm)
- 2023: Lunatic (Kinofilm)
- 2023: Observing (Kinofilm)
- 2025: L'estate che verrà (Kurzfilm)
- 2025: Der verlorene Sohn (Kinofilm)

## Theater (Auswahl)
- 2010 Clov in Endspiel von Samuel Beckett (AGRFT, Glej Theater)
- 2012 Orest in Die Fliegen von Jean-Paul Sartre (Volkstheater Celje)
- 2013 Christy Mahon in Der Held der westlichen Welt von John Millington Synge (Volkstheater Celje)
- 2013 Glenn Cooper in Gerüchte … Gerüchte von Neil Simon (Volkstheater Celje)
- 2014 Heinrich von Kleist in Einige Nachrichten an das All von Wolfram Lotz (Nationaltheater Drama Ljubljana)
- 2014 George Gibbs in Unsere kleine Stadt von Thornton Wilder (Volkstheater Celje)
- 2015 Patroklos in Ilias von Homer (Cankarjev dom, Nationaltheater Drama Ljubljana, MGL Ljubljana)
- 2015 Tristan in Carnal von Carlos Mapano (Tristan Bates Theater London)
- 2016 Helver in Helvers Nacht von Ingmar Villqist (Prešerens Theater Kranj)
- 2018 Rysiek in Unsere Klasse von Tadeusz Słobodzianek (Prešerens Theater Kranj, Staatstheater Ptuj, Mini Theater)
- 2019 Osvald Alving in Gespenster von Henrik Ibsen (Prešerens Theater Kranj)
- 2019 Ludwig Viktor in Ein Fest für Boris von Thomas Bernhard (Prešerens Theater Kranj, Staatstheater Ptuj)
- 2019 Lauterbach in Terror von Ferdinand von Schirach (Prešerens Theater Kranj)
- 2019 France Prešeren in Dr. Prešeren von Neda Bric (Prešerens Theater Kranj)
- 2020 Adam und Jesus in Skofja Loka Passionsspiel von Pater Romuald (Prešerens Theater Kranj, Staatstheater Ptuj)
- 2021 Nicolas in Die Mutter von Florian Zeller (Prešerens Theater Kranj, Staatstheater Ptuj)
- 2024 Woyzeck in Woyzeck von Georg Büchner (SSG Triest, Prešerens Theater Kranj)